# Les Essarts-le-Vicomte
Les Essarts-le-Vicomte is een gemeente in het Franse departement Marne (regio Grand Est) en telt 118 inwoners (1999). De plaats maakt deel uit van het arrondissement Épernay.

## Geografie
De oppervlakte van Les Essarts-le-Vicomte bedraagt 11,2 km², de bevolkingsdichtheid is 10,5 inwoners per km².
De onderstaande kaart toont de ligging van Les Essarts-le-Vicomte met de belangrijkste infrastructuur en aangrenzende gemeenten.

## Demografie
Onderstaande figuur toont het verloop van het inwonertal (bron: INSEE-tellingen).